# Bahnhof Messel

Der Bahnhof Messel ist ein Bahnhof an der Rhein-Main-Bahn.

## Geografische Lage
Der Bahnhof liegt an Streckenkilometer 45,59 zwischen Darmstadt und Dieburg, etwa zwei Kilometer südlich des Ortszentrums der Gemeinde Messel im Ortsteil Grube Messel, der nicht mit dem nahegelegenen UNESCO-Weltkulturerbe Grube Messel zu verwechseln ist. Die große Entfernung zum Ortskern stellte schon immer ein Problem dar.

## Infrastruktur

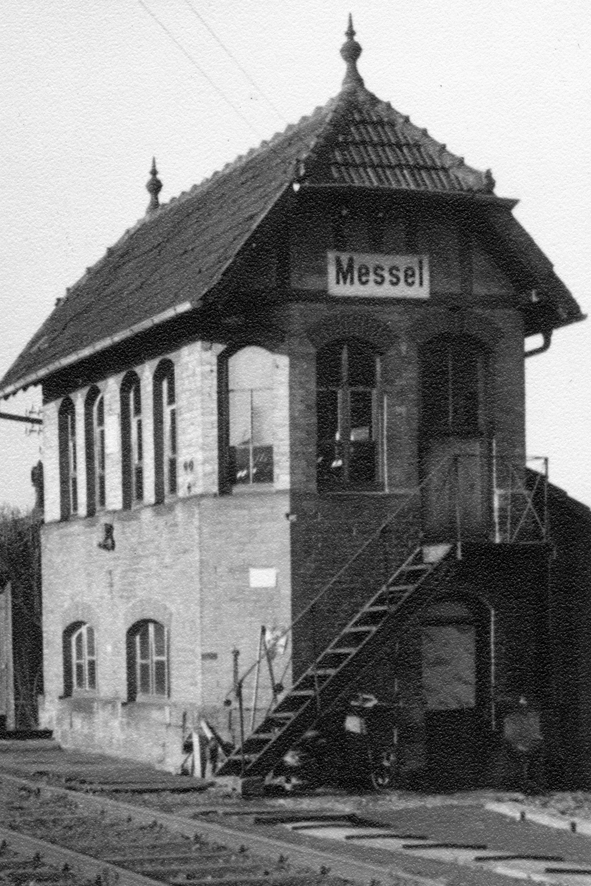
Abgebrochenes Stellwerk 3

Bis 2019 verfügte der Bahnhof Messel über zwei durchgehende Hauptgleise sowie ein weiteres Hauptgleis für Überholungen. Die Gleise waren über Zwischenbahnsteige vom Hausbahnsteig aus zu erreichen. Aus diesem Grund mussten bei haltenden Reisezügen stets gefährdende Zugfahrten vom örtlichen Fahrdienstleiter ausgeschlossen werden.
2019 begann die umfassende Modernisierung des Bahnhofs. Im Zuge dessen verlor der Bahnhof sein drittes Gleis, um Platz für einen neuen, barrierefreien Außenbahnsteig zu schaffen. Außerdem wurde auch der Hausbahnsteig barrierefrei ausgebaut. Die beiden Weichen an den Bahnhofsköpfen wurden beibehalten, sodass der Bahnhof Messel auch weiterhin betrieblich als Bahnhof geführt wird.
Das alte Spurplanstellwerk (Bauart Dr S2) wurde durch ein neues Elektronisches Stellwerk ersetzt, wobei die örtliche Besetzung durch die nicht mehr nötige Reisendensicherung an den Zwischenbahnsteigen entfallen kann.

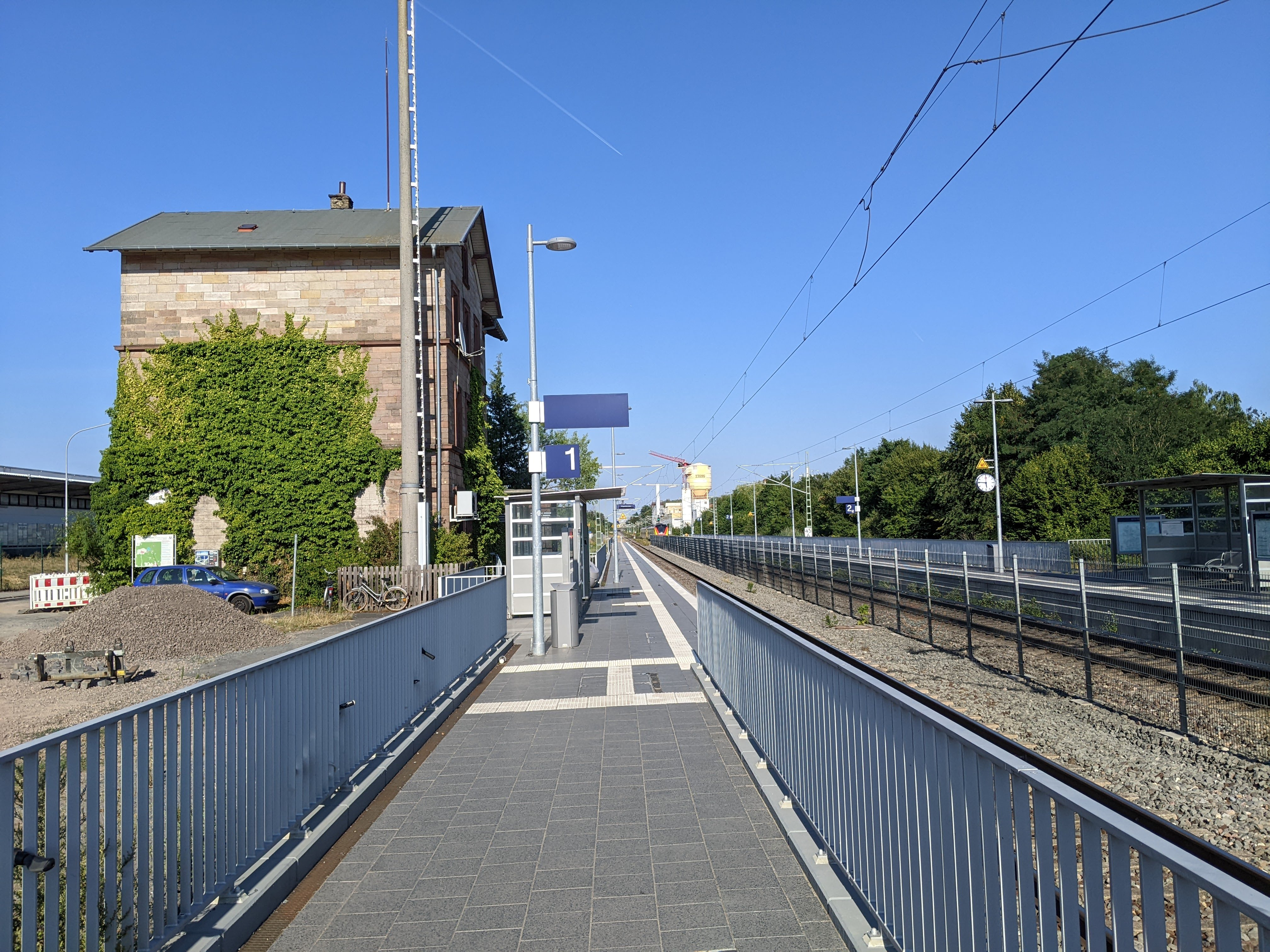
Hausbahnsteig Messel (2022)

## Verkehrsbedeutung
Beim Bau der Main-Rhein-Bahn 1856–1858 durch die Hessische Ludwigsbahn (HLB) von Mainz über Darmstadt nach Aschaffenburg erhielt das damalige Dorf Messel 1857 einen Bahnhof, der für den Güterverkehr am 15. November 1858, für den Personenverkehr am 25. Dezember 1858 den Betrieb aufnahm. Der Bahnhof hatte zunächst noch kein Empfangsgebäude und lag im Wald, etwa zwei Kilometer südlich des Dorfes Messel.
Der Bahnhof war für den Güterverkehr insofern bedeutend, da er die unmittelbar südlich davon gelegene Grube Messel erschloss (heute wegen der dort gefundenen Fossilien ein UNESCO-Weltnaturerbe). Dort wurden von 1859 bis 1970 bituminöser Tonstein (umgangssprachlich auch als Ölschiefer bezeichnet), Eisenerz und Braunkohle abgebaut und aus dem Tonstein Erdölprodukte durch verschwelen gewonnen. Der Bahnhof Messel hatte deshalb umfangreiche Anlagen zur Abfertigung des dort generierten Güterverkehrs.
| Linie | Verlauf | Takt                                       |
| ----- | --- | ------------------------------------------ |
| RB 75 | Rhein-Main-Bahn: Wiesbaden Hbf – Mainz Hbf – Mainz Römisches Theater – (Mainz-Gustavsburg –) (stündlich) Mainz-Bischofsheim – Nauheim (b Groß Gerau) – Groß Gerau – Klein-Gerau – Weiterstadt – Darmstadt Hbf – Darmstadt Nord – Darmstadt-Kranichstein – Messel – Dieburg – Altheim (Hess) – Hergershausen – Babenhausen (Hess) – Stockstadt (Main) – Mainaschaff – Aschaffenburg Hbf Stand: Fahrplanwechsel Dezember 2021 | 25/35 min (wochentags) 60 min (Wochenende) |

## Empfangsgebäude

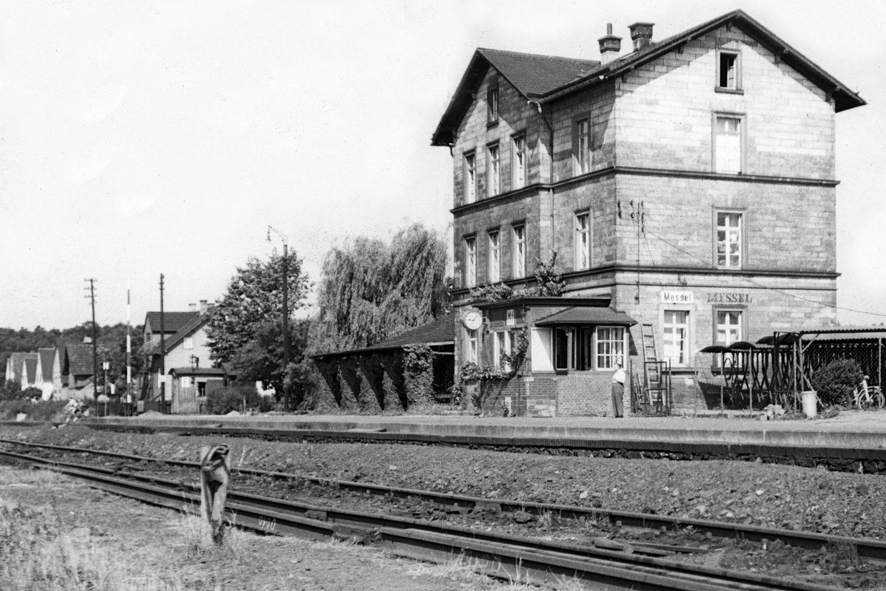
Bahnhof und Empfangsgebäude vor der Elektrifizierung

1870 wurde ein Empfangsgebäude errichtet. Es war ein durch ein drittes Stockwerk aufgestockter und dadurch variierter Typenbau, wie er bei der HLB üblich war. Das stattliche Gebäude wurde aus gelbem Buntsandstein errichtet mit Gesimsen und Zierleisten aus rotem Buntsandstein. Es ist heute ein Kulturdenkmal nach dem Hessischen Denkmalschutzgesetz. Das Gebäude wird für den Bahnbetrieb nicht mehr genutzt. Der unmittelbar an den Bahnhof westlich anschließende Bahnübergang wurde bis zur Modernisierung 2019 von Personal vor Ort bedient, das in einem kleinen separaten Gebäude untergebracht war.

## Bahnhofsglocke
Früher läutete jeweils 20 Minuten vor der Abfahrt eines Zuges eine Glocke, um die Arbeiter der Grube Messel, die sich auf dem Weg zum Bahnhof befanden, über die bevorstehende Abfahrt des Zuges zu informieren.